# John Bolton
John Robert Bolton (* 20. listopadu 1948 Baltimore, Maryland) je americký právník, politický komentátor a bývalý diplomat, který mezi roky 2005–2006 zastával úřad velvyslance USA při OSN a v letech 2018–2019 byl poradcem pro národní bezpečnost amerického prezidenta Donalda Trumpa. Pro silně konzervativní smýšlení a podporu amerického intervencionismu je považován za tzv. „jestřába“.

## Mládí
John Bolton se narodil Virginii Godfreyové a Edwardu Boltonovi v marylandském Baltimoru. V roce 1970 vystudoval Yaleovu univerzitu a získal titul B.A. s hodnocením „prospěl s vyznamenáním“ (summa cum laude). Ve studiu na univerzitě pokračoval do roku 1974, kdy zakončil právnickou fakultu a získal titul J.D.
V době jeho studia na fakultě probíhala válka ve Vietnamu, kterou otevřeně podporoval, ač se snažil zabránit svému odvodu. Odvodu se vyhnul tím, že se v roce 1970 přihlásil do marylandské národní gardy. V ní sloužil čtyři roky, než na dva roky přešel do rezerv armády Spojených států.

## Politická a diplomatická kariéra
Na konci 90. let se etabloval jako neokonzervativec a prominentní člen think tanku Projekt pro nové americké století. Stál jako spoluautor za několika publikacemi této skupiny (jako např. Rebuilding America's Resources z října 2000), která radila politické elitě USA upevnit si svoji geopolitickou dominanci v regionech bohatých na nerostné bohatství skrze armádu a výstavbu stálých vojenských základen. Po 11. září 2001 se válečná a zahraniční politika George W. Bushe dostala do souladu a byla velmi ovlivněna s myšlenkami neokonzervativní skupiny, do níž John Bolton také patřil.
Do vrcholové politiky se Bolton dostal za administrativy George H. W. Bushe a Ronalda Reagana. Pracoval na ministerstvu zahraničí a ministerstvu spravedlnosti. Prezident George W. Bush jej 11. května 2001 jmenoval do pozice zástupce ministra pro kontrolu zbraní a mezinárodní bezpečnost. Podporoval prezidentovo rozhodnutí odstoupit od ratifikace členství USA u Mezinárodního trestního soudu a rozhodnutí označil za „nejšťastnější moment“ své kariéry.[zdroj⁠?!]
V roce 2002 pronesl projev jako reakci na Bushovu osu zla, kterou doplnil o Kubu, Libyi a Sýrii, jež označil za sponzory terorismu a tvrdil, že jsou schopny produkovat zbraně hromadného ničení.[zdroj⁠?!] V témže roce obvinil Kubu z držení zbraní hromadného ničení, učinil tak pár dní před plánovaným setkáním bývalého prezidenta Jimmyho Cartera a Fidela Castra.[zdroj⁠?!] Americké ministerstvo zahraničí obvinění dementovalo prohlášením, že Bolton nemá žádné důkazy pro podporu svého tvrzení.[zdroj⁠?!] Podobný výpad následoval v roce 2004, kdy Kubu označil za otevřenou hrozbu vůči Spojeným státům.[zdroj⁠?!]
V roce 2005 byl prezidentem Bushem prosazen do funkce velvyslance USA při OSN, což znamenalo také členství ve vládě. Jeho nominaci silně kritizovala opoziční Demokratická strana.[zdroj⁠?!] Sám Bolton se stal známým kritikem OSN. O organizaci tvrdil, že narušuje suverenitu USA a že rozhodující roli by měla mít poslední světová velmoc, myšleno Spojené státy.[zdroj⁠?!] Do funkce byl opětovně nominován v roce 2006. Na konci roku Bolton dobrovolně odstoupil z této funkce.
Během prezidentských voleb roku 2016 Donald Trump oznámil, že uvažuje o Boltonovi jako o možném budoucím ministrovi. Během voleb byl Bolton podporovatelem Trumpovy kampaně a zastával teorii o zhoršujícím se zdraví demokratické protikandidátky Hillary Clintonové.[zdroj⁠?!]
Dne 9. dubna 2018 vystřídal H. R. McMastera ve funkci poradce pro národní bezpečnost prezidenta Donalda Trumpa. Podle zpráv měl značný podíl na zostření americké politiky vůči Íránu ještě před tím, než se oficiálně stal bezpečnostním poradcem prezidenta, avšak Trump měl kvůli jeho kníru zábrany jej do této funkce jmenovat. Po nástupu do funkce zrušil debaty o vnitrostátní politice, kterých se McMaster pravidelně zúčastňoval. Postupně se začal více objevovat na veřejnosti v souvislosti s krizí ve Venezuele a neshodami Spojených států s Íránem ohledně jaderné dohody. Americká média tak začala vířit spekulaci, že společně s ministrem zahraničí Mikem Pompeem má na rozhodování prezidenta Trumpa větší vliv, než uvádí.[zdroj⁠?!]
V květnu 2018 John Bolton přestavil Trumpův národní bezpečnostní koncil a jako součást toho nechal rozpustit skupinu expertů zabývající se globální zdravotní bezpečností, do které spadal i boj proti pandemiím. Šéf skupiny, Tim Zeimer, resignoval a jen zlomek původních lidí zůstal v administrativě popř. přešel na jiné pozice.
Prezident Trump 10. září 2019 oznámil, že John Bolton ve své funkci poradce pro národní bezpečnost skončil. Své rozhodnutí zdůvodnil na Twitteru nesouhlasem s mnoha Boltonovými návrhy.

## Názory
Bolton je horlivým republikánem a nacionalistou. Je významným podporovatelem amerického intervencionismu a zapojení Spojených států do válek a převratů napříč Zemí. Podporuje americkou invazi do Iráku a Afghánistánu. Jako poradce pro národní bezpečnost vyzývá k vyvíjení nátlaku na země s protiamerickými režimy, zejména na Kubu, Venezuelu, Severní Koreu, Írán a Rusko.[zdroj⁠?!]
Mezi americkými spojenci je kritikem Evropské unie. Tvrdí, že instituce je příliš byrokratická a liberální a odmítá evropskou integraci. Současně je také kritikem Lisabonské smlouvy. V roce 2016 Bolton podpořil referendum o vystoupení Spojeného království z Evropské unie. Kabinet premiérky Theresy Mayové kritizoval za nedůslednost a složitost procesu výstupu země z EU.[zdroj⁠?!]
Je jedním ze spoluzakladatelů iniciativy The Friends of Israel.